# Droit de guet et de garde
Pour les articles homonymes, voir Guet et Garde.
Sous l'Ancien Régime et particulièrement au Moyen Âge en France, le droit de guet et de garde est le bénéfice pour un seigneur de l'obligation qui est faite à tout ou partie de ses vassaux ou sujets de participer à la surveillance (guet) et à la défense (garde des portes) d'une cité, d'un château.

## Historique
Au Moyen-Âge, c'est un service militaire que l'on rend en montant la garde ou en faisant le guet autour des biens de son seigneur. L'obligation est déjà attestée vers l'an 800, à Boulogne. C'est — comme souvent en la matière — sur les seuls roturiers que pèse le droit de guet et de garde. 
Son bénéfice est l'objet d'une âpre compétition entre les suzerains de différents niveaux et l'administration royale : à qui tel paysan doit-il l'obligation ?
À noter que ces termes ne s'utilisent pas à la guerre.
Progressivement, l'obligation se transforme en taxe, destinée à entretenir des hommes de garde. Cette taxe s'exerce généralement par foyer.
Au XVIIe siècle il ne consiste guère plus qu'en une redevance pécuniaire : si dans certaines paroisses les habitants ont pu obtenir son abolition, arguant souvent du démantèlement du château concerné, d'autres continuent à payer pour le guet d'un amas de ruines, comme dans la baronnie de Vitré. Son abolition complète est au nombre des demandes exprimées en 1789 dans les cahiers de doléances.